# 大慈院聖久
大慈院 聖久（だいじいん せいきゅう、応永2年（1395年） - 永享5年閏7月13日（1433年8月27日）は、室町時代前期の女性。比丘尼御所・大慈院の住持。室町幕府第3代将軍・足利義満の娘。同第4代将軍・足利義持と同第6代将軍・足利義教らの異母妹。南御所、大慈院殿と称される。

## 生涯
父は足利義満。母は側室の寧福院。義満から特に寵愛され、義満の正室である日野康子の猶子になった。応永8年（1401年）8月3日、7歳で崇賢門院の猶子となり、同時に喝食となって北山第にある崇賢門院の寝殿に住み、その領地の相続者に定められた（『迎陽記』応永8年8月4日条、『吉田家日次記』応永9年3月14日条。）。喝食御所と呼ばれる。義満存命中は日野康子、高橋殿、池尻殿らと盛んに各地に行楽に連れられている。
崇賢門院は、義満の生母紀良子と姉妹であり、義満とは親しい間柄であった。大慈院は崇賢門院の開基した寺院であり、足利将軍家の女子が最も多く入室した。聖久はその初めである。得度した際、法名を聖久とし、空谷明応の弟子となった。応永35年（1428年）4月に崇賢門院が93歳で死去すると、約定通りその領地を継ぎ、大慈院の住持となった。大慈院の別称の南御所は、もともと義満の正室・日野康子の北山第内の住居であり、日野康子の死後、崇賢門院と通して、聖久に譲られたと考えられる。
正長2年（1429年）6月19日、6代将軍足利義教は同年3月に日野宗子との間に生まれた女子を、聖久のいる大慈院に入室させた。聖久の後継者とするつもりだったと考えられるが、この女子は永享3年（1431年）7月に3歳で夭折した。また、聖久の妹である聖紹が時期は不明であるが、大慈院に入室している。
永享5年（1433年）閏7月13日、赤痢のため死去した（『看聞日記』永享5年閏7月13日条）。享年39。